# Dompierre-sur-Mont
Dompierre-sur-Mont település Franciaországban, Jura megyében. Lakosainak száma 210 fő (2022. január 1.). Dompierre-sur-Mont Poids-de-Fiole, Alièze, Marnézia, Mérona, Orgelet és Présilly községekkel határos.

## Népesség
A település népességének változása:
| Lakosok száma | 116  | 193  | 171  | 222  | 243  | 245  | 230  | 219  | 214  | 210  |
|               | 1968 | 1982 | 1990 | 2006 | 2013 | 2015 | 2017 | 2019 | 2020 | 2022 |